# Fiat 626
Der Fiat 626 war ein italienischer mittelschwerer Lkw, der den Spezifikationen der italienischen Armee und Luftwaffe für Militäreinsätze vor dem Zweiten Weltkrieg entsprach. Der Fiat 626 NLM war im italienischen Nordafrika (1940–1943), im italienischen Ostafrika (1940–1941), auf dem Balkan (1940–1944), in Frankreich (1940–1944) und in der Sowjetunion (1941–1943/44) im Einsatz.

## Entwicklungsgeschichte
1939 war der 626 der erste FIAT-Lkw mit Frontlenker und löste die Modelle 621, 618, und 633 ab.
Die erste Version des 626 für den zivilen Einsatz war der 626N („N“ für Nafta, italienisch für Diesel). Es folgte eine Version mit etwas längerem Radstand, der 626NL (von Nafta Lungo – „Diesel lang“). Die Militärversion für die italienische Armee und die italienische Luftwaffe war die 626NLM (für Nafta Lungo Militare).
Als zuverlässiges Arbeitstier wurde der FIAT 626 zum italienischen Standard-Mittellastwagen und war an allen Fronten im Einsatz.
Frankreich bestellte 1650 Lkw; Bis zur Kriegserklärung Italiens am 10. Juni 1940 waren 700 Exemplare ausgeliefert. Nach dem italienischen Waffenstillstand mit den Alliierten im September 1943 wurde der FIAT 626 von deutschen Streitkräften eingesetzt. Bis zum 31. Januar 1945 wurden 3000 Stück für den deutschen Gebrauch hergestellt. 1941 kaufte die bulgarische Armee 100 Lastwagen, nachdem Bulgarien ein Verbündeter Deutschlands und Italiens geworden war. Die bulgarische Armee nutzte die Fahrzeuge noch in den Jahren 1944–1945, nachdem das Land einen Waffenstillstand mit den Alliierten unterzeichnet hatte und am Krieg gegen Deutschland teilnahm.
Die Produktion endete 1948, nachdem 10.000 Fiat 626 an den Turiner Montagelinien von FIAT produziert worden waren.

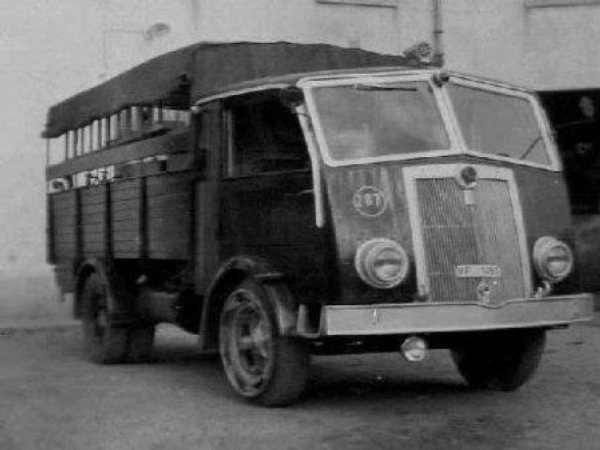
Fiat 626 bl, Feuerwehrfahrzeug
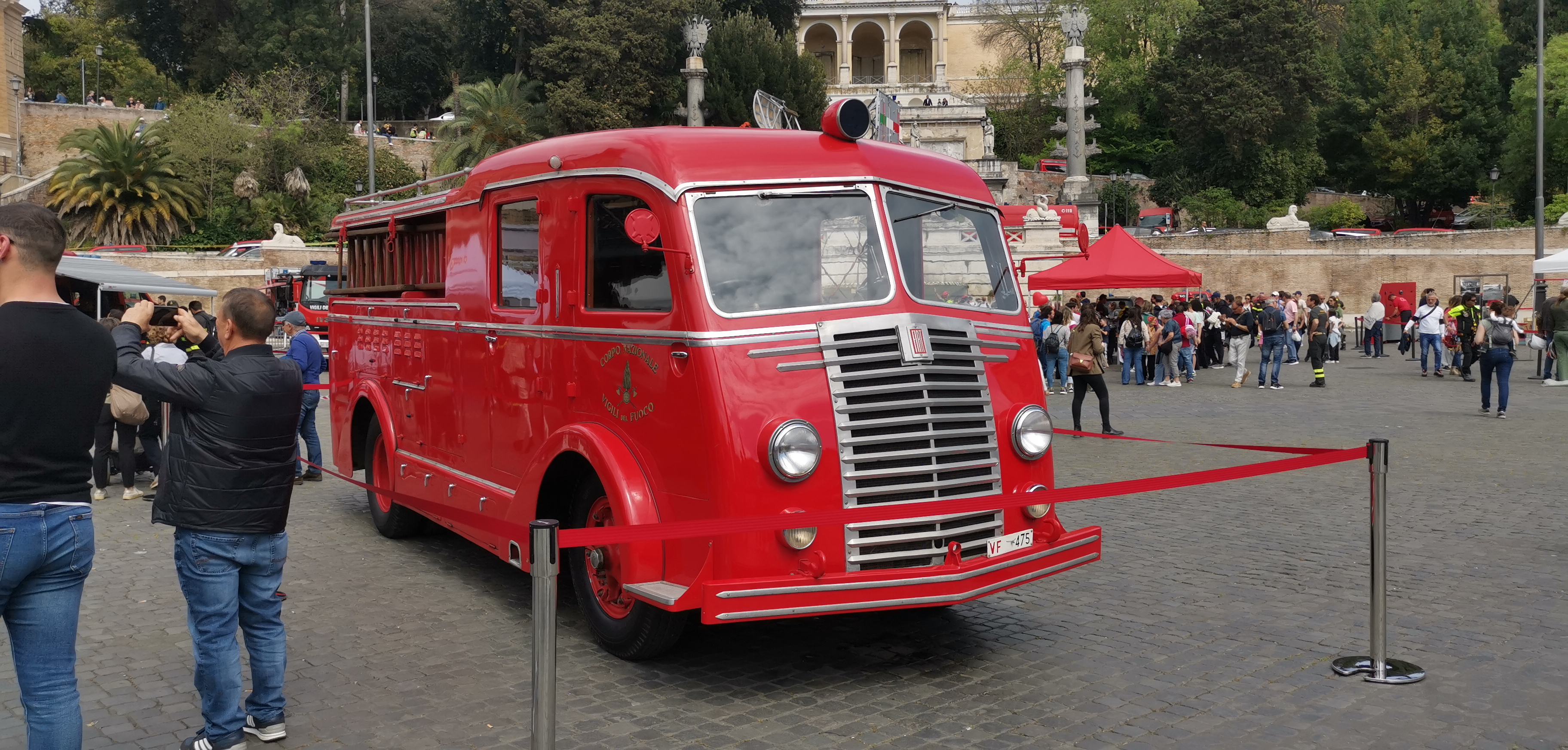
Ein anderes Fiat 626-Feuerwehrfahrzeug
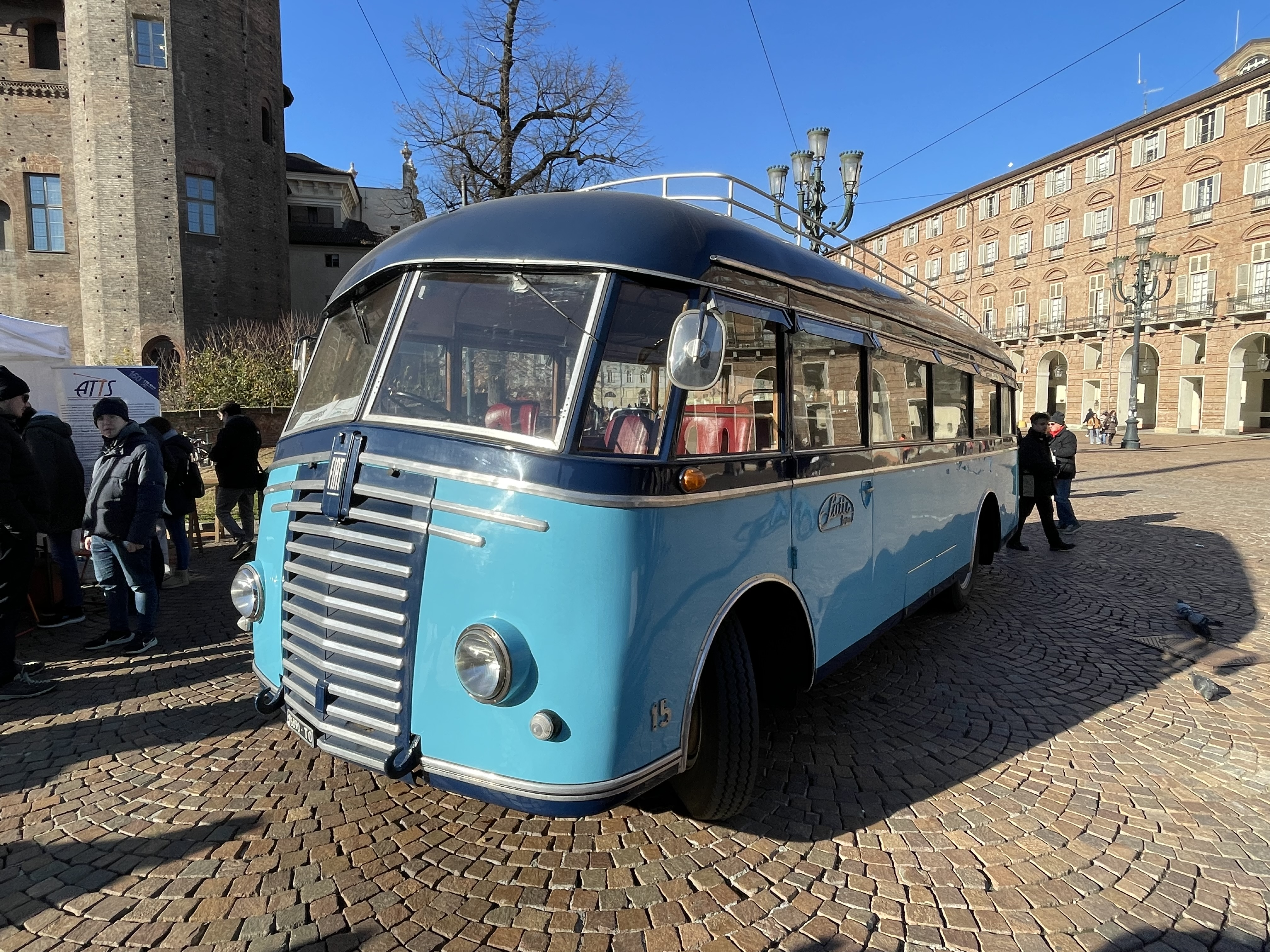
Fiat 626-Bus